# قلعه عبدالرباب‌آباد
قلعه عبدالرباب‌آباد ، روستایی از توابع بخش شال شهرستان بوئین‌زهرا در استان قزوین ایران است.

## جمعیت
این روستا در دهستان زین آباد قرار دارد و براساس سرشماری مرکز آمار ایران در سال ۱۳۸۵، جمعیت آن ۵۸ نفر (۱۷خانوار) بوده‌است.